# Viskos

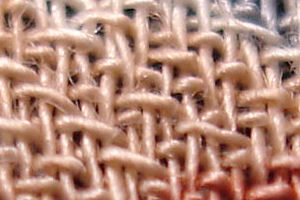
Närbild av rayon i en kjol.

Viskos är trivialnamnet på cellulosa-xantogenat, som är basmaterial för såväl fibrer, konstsilke, (*konstsiden) som folier, cellofan. Fibern är baserad på bomull eller annan cellulosaråvara, i form av dissolvingmassa.
Viskosfibern förekommer i blandningar med bomull, ull, lin eller med andra konstfiber och bearbetas så till kappor, dräkter, underkläder, sport- och fritidsplagg. Av konstsilke vävs tyget konstsiden.
Viskosrayon är ett jämförelsevis billigt textilt material. Det har stor förmåga att ta upp fukt och töjs lätt i vått tillstånd. Elasticiteten och skrynkelhärdigheten är låg, hållfastheten medelmåttig. 
Cellofan används mest för emballage i olika former.

## Framställning
Beroende på cellulosans kemiska sammansättning och tillverkningsmetod skiljer man mellan viskos-, acetat- och kopparrayon. Viskosrayon tillverkas på så sätt att sulfitcellulosa behandlas med natronlut och därigenom omvandlas till s. k. alkalicellulosa. Denna mals sönder och omsätts med koldisulfid och natronlut, varvid en trögflytande lösning av cellulosaxantat erhålls. Denna viskos pressas sedan genom ett munstycke med fina hål, en s. k. spinndysa, in i ett svavelsyrehaltigt spinnbad, sk. våtspinning, där cellulosan återbildas (regenereras) i form av långa fibrer. Rayonull framställs genom att man skär sönder dessa fibrer.
Genom olika behandling av viskos kan man åstadkomma så skilda ting som tygliknande produkter utan vävning, "non-woven", och korvskinn.

## Rayon och konstsilke
Det amerikanska handelsnamnet rayon (bildat av ray, stråle) inregistrerades 1924 som ersättning för silke. Rayon användes första gången 1912 i strumpor och sedan 1916 i hela plagg.
Konstsilke är en gammal benämning bland annat på rayon. Benämningen konstsilke fick det eftersom det liknade naturfibern silke. 

## Handelsnamn
- Rayon (USA, Sverige)
- Cellull (Sverige, 1940-tal)